# Euodynerus familiaris
Euodynerus familiaris är en stekelart som först beskrevs av Giordani Soika 1939.  Euodynerus familiaris ingår i släktet kamgetingar, och familjen Eumenidae.

## Underarter
Arten delas in i följande underarter:
- E. f. judaicus
- E. f. muscatensis